# Ceramica sigillata

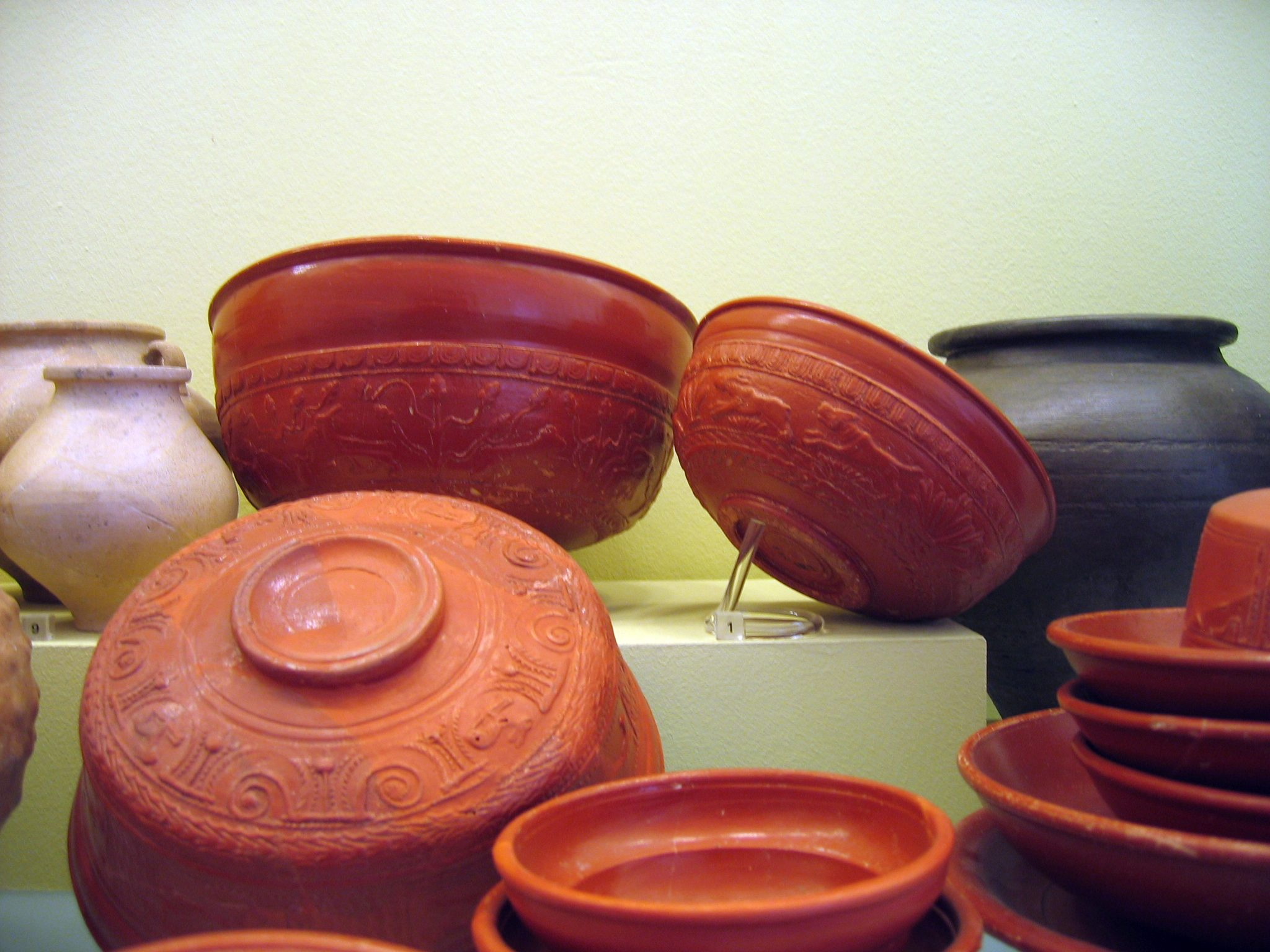
Ciotole in ceramica sigillata nell'Archäologisches Landesmusuem di Costanza (Germania)

La ceramica sigillata è un tipo di ceramica romana fine da mensa (ovvero destinata ad essere utilizzata come servizio da tavola) diffusa nell'antichità romana.
La sua caratteristica principale è una vernice rossa, più o meno chiara e la decorazione a rilievo, modellata, impressa o applicata. Alcuni esemplari portano impressi dei bolli ceramici o "sigilli", dai quali la tipologia deriva il suo nome, che riportano il nome del fabbricante.

## Storia
Dalla metà del I secolo a.C. le ceramiche a vernice nera sparirono gradualmente nella produzione dei paesi mediterranei, sostituite da questa nuova classe di vasellame fine da mensa, la cosiddetta terra sigillata, che ebbe origine nel Medio Oriente e si diffuse poi in Italia, dove il centro della migliore produzione fu Arezzo ("aretina").
La cosiddetta "vernice" si realizza attraverso la decantazione dell'argilla in acqua a cui viene aggiunto un elemento deflocculante che facilita la precipitazione del calcare sul fondo e la sospensione delle particelle di feldspato, che costituiscono l'elemento "vetrificante" dell'argilla. Il colore del vaso finito dipende oltre che dal colore della vernice, anche dalle tecniche di cottura che possono essere con buona ossigenazione, favorendo quindi una colorazione rossa, oppure a riduzione di ossigeno, regolando il flusso dell'aria che viene introdotta nel forno e realizzando un nero dai riflessi metallici.

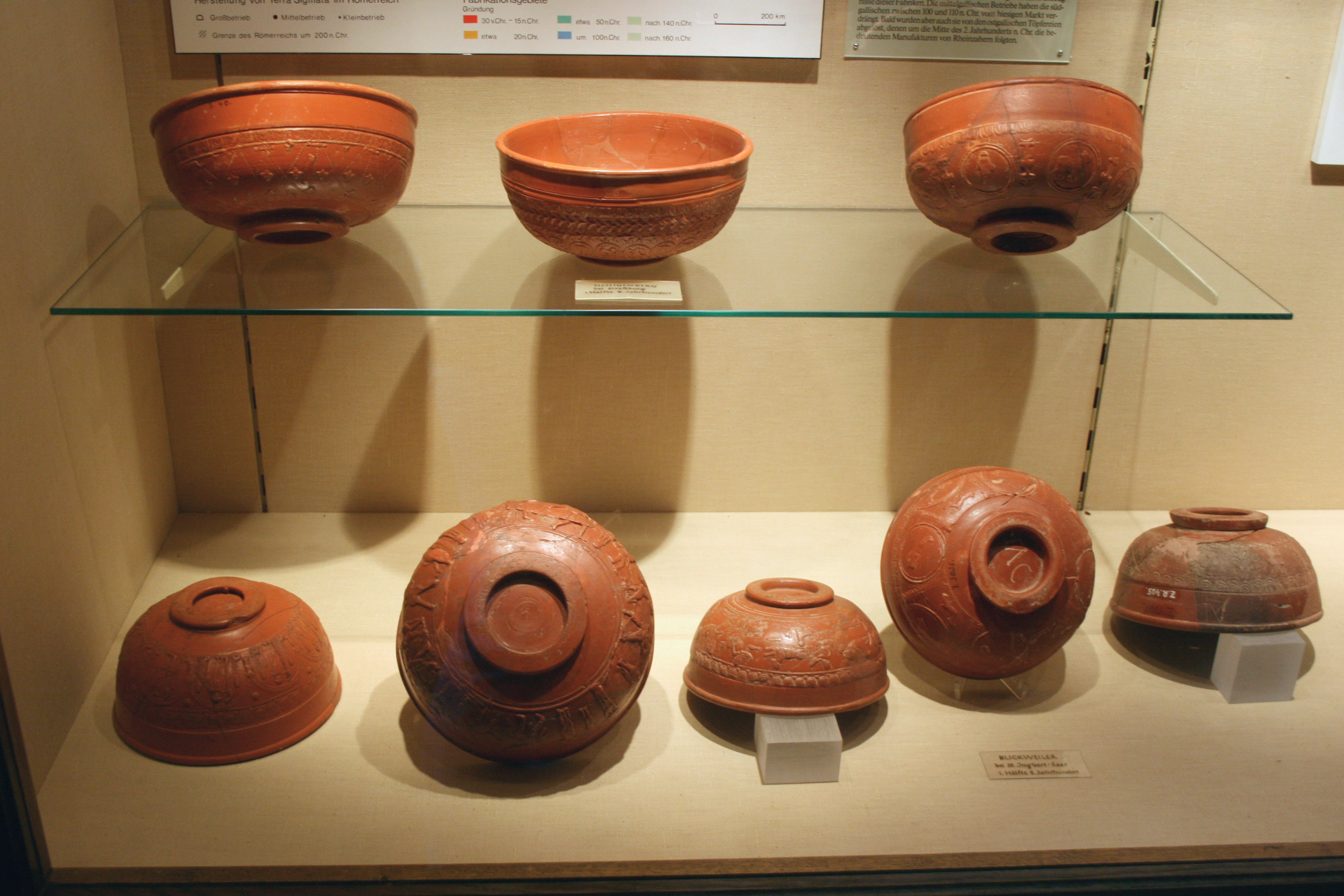
Altri esempi di terra sigillata dal forte romano di Saalburg, lungo il limes germanico-retico.

A partire dall'età augustea fu quindi largamente diffusa. La sfumatura rossa di questi pezzi varia da fabbrica a fabbrica e la produzione fu di serie, standardizzata su non troppe forme (soprattutto coppe, crateri e tazze), ispirata nella decorazione alla coeva produzione di vasi argentei, in maniera più o meno diretta. 
I frammenti di ceramica sigillata, facilmente riconoscibili e databili, costituiscono utilissimi "fossili guida" per la datazione delle stratigrafie negli scavi archeologici. L'ampia diffusione di questa ceramica e la sua produzione per l'esportazione organizzata da veri e propri imprenditori, e la possibilità di conoscerne i nomi e la posizione sociale per mezzo dei bolli impressi sui vasi, hanno avuto grande importanza per la conoscenza dell'economia antica. 
Lo studio di firme stampigliate e scarichi di formace ha permesso di classificare con notevole precisione almeno una ventina di fabbricanti, ciascuno dei quali aveva vari servi o liberti addetti alla produzione. 
Tra le scene figurate spiccano quelle di vendemmia, di thiasos dionisiache, di scene erotiche, mitologiche e di allusioni a fatti contemporanei. Spesso poi la figura umana, come nella coeva toreutica e glittica, è solo un pretesto per comporre raffinati motivi decorativi, dove un elemento figurato è ripetuto intervallandolo con racemi filiformi ed elementi vegetali classicisti.
La massima fioritura della produzione aretina va dalla metà del I secolo a.C. alla metà del I secolo d.C. In seguito le fabbriche di Arezzo vennero soppiantate da quelle concorrenti e imitatrici della val Padana e della Gallia (terra sigillata tardo-italica e sud-gallica). Nel II secolo poi, a partire dall'età flavia, esse vennero a loro volta superate dalle fabbriche nordafricane (terra sigillata chiare o africana), di colore rosso-arancio o rosso-bruno, prive delle decorazioni con stampi a matrice. La produzione africana durò fino al VII secolo.

## Centri di produzione

### Vicino e Medio Oriente

Coppa di terra sigillata aretina, dal museo archeologico di Arezzo

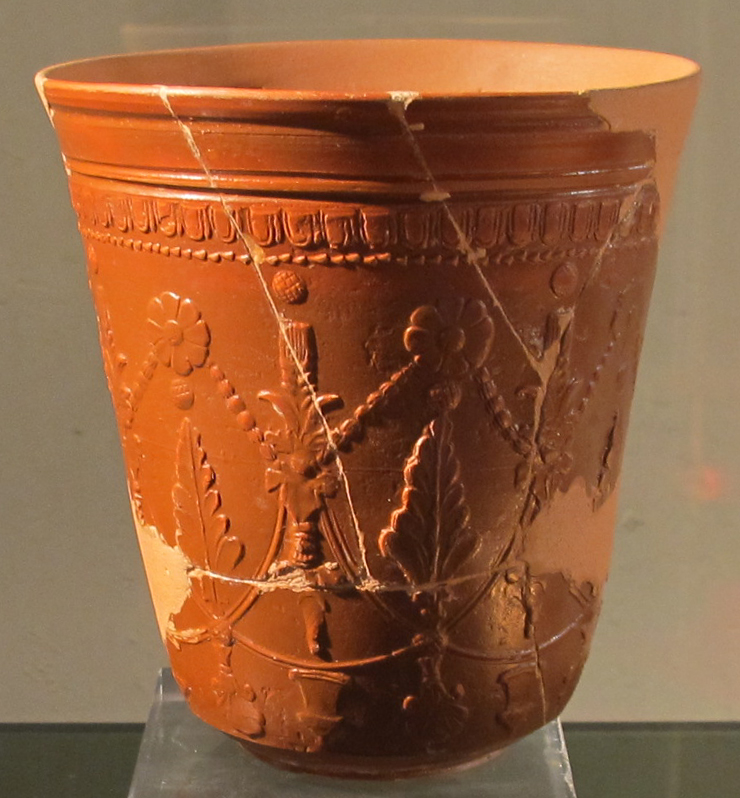
Bicchiere in terra sigillata aretina con motivi vegetali, museo archeologico di Arezzo

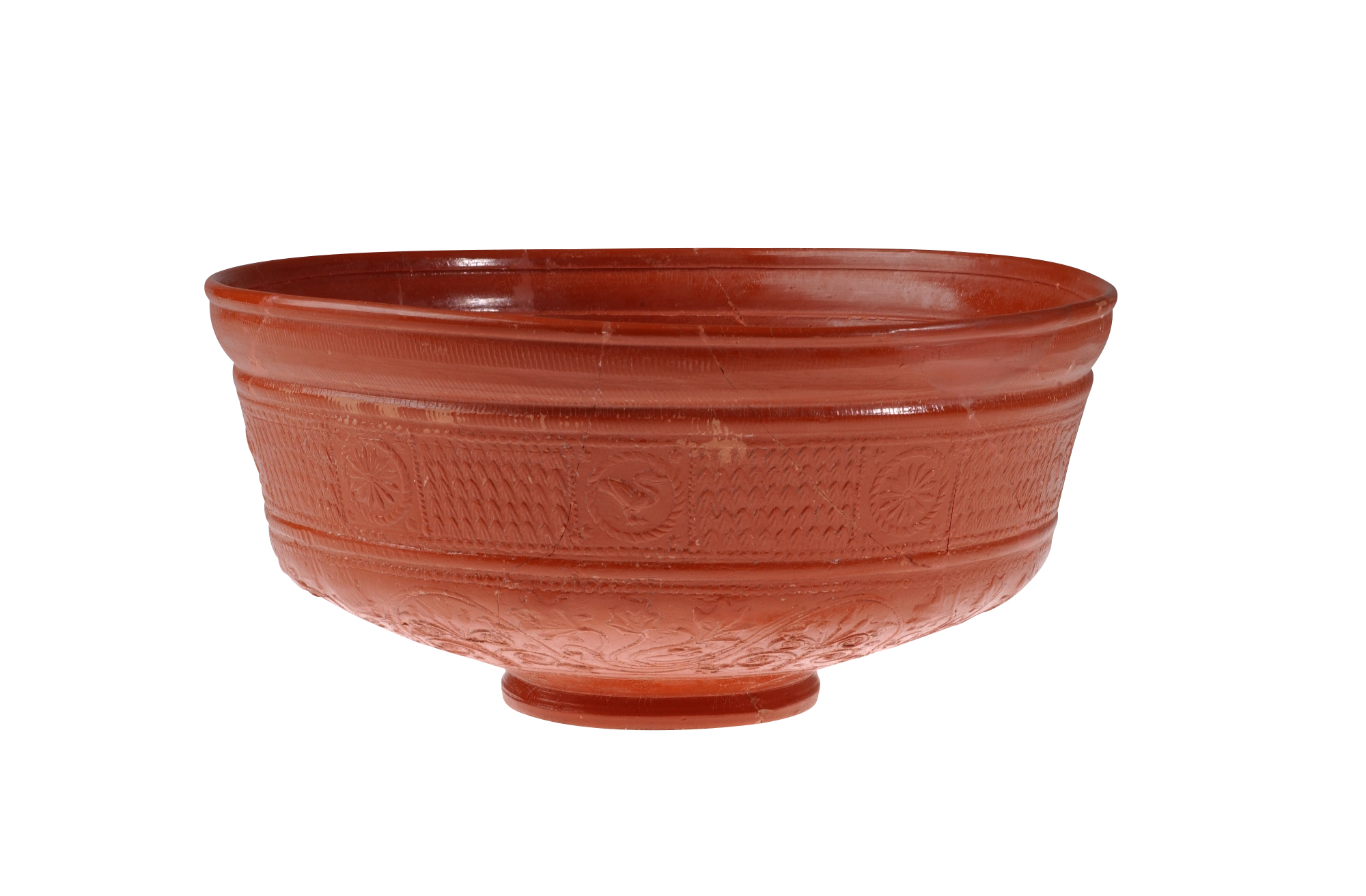
Ciotola di terra sigillata, con motivi vegetali, La Graufesenque, 50-85 A.D., trovata a Tongres (Belgio) Museo gallo-romano Tongres

Una ceramica a vernice rossa, ricoperta di un'ingubbiatura era diffusa nel II secolo a.C. nel Vicino Oriente ellenistico (eastern sigillata A), parallelamente alla decorazione in rilievo o "alla barbotine".

### Produzione italica e sigillata aretina
La moda fu in seguito introdotta in Italia dai numerosi commercianti italici e dai legionari che avevano vissuto nelle regioni orientali. La prima produzione di ceramica sigillata propriamente detta comparve in Italia nel I secolo a.C. e il maggiore centro di produzione fu  Aretium (oggi Arezzo) in Etruria, dal quale la produzione prende anche il nome di "ceramica aretina". Un altro importante centro di produzione si collocava presso il porto di Puteoli (oggi Pozzuoli).
Questa produzione si sviluppò tra il 50 e il 30 a.C., soppiantando con nuove tecniche, sia di cottura, sia di decorazione, la tradizionale ceramica a vernice nera ("ceramica campana" A, B e C), prodotta in Italia in grandi quantità grazie all'utilizzo di manodopera servile e ampiamente esportata. L'apogeo si ebbe nell'età augustea, quando le produzioni della penisola italiana avevano un quasi totale monopolio sulla ceramica fine da mensa di tutto l'occidente mediterraneo ed ebbero una rilevante presenza anche nelle regioni orientali.
Le officine rinvenute ad Arezzo, tutte concentrate nella medesima zona della città, e i dati ricavabili dai bolli ceramici, rivelano un'organizzazione di tipo pre-industriale con una numerosa manodopera specializzata. Le tecniche di produzione si andarono progressivamente standardizzando, per consentire la crescita delle quantità prodotte, tali da coprire la richiesta di esportazione.

### Sigillata gallica
A partire da circa il 50 d.C i centri di produzione si spostarono verso le province. Il sito di La Graufesenque, presso Millau (nell'attuale dipartimento dell'Aveyron, in Francia), che costituiva il quartiere industriale della piccola città di Condatomagus, esportò i suoi prodotti fino a Pompei, prima dell'eruzione del Vesuvio nel 79, provando che i flussi commerciali avevano invertito la propria direzione. La crescita delle province era dovuta alla loro rapida romanizzazione, che aveva aperto nuovi mercati e indotto i produttori italici ad aprire delle filiali delle loro officine, dalle quali si erano quindi sviluppate nuove officine di produttori locali. Inizialmente le officine della "ceramica sudgallica" produssero imitazioni della ceramica aretina, per sviluppare in seguito un proprio repertorio di forme e di decorazioni.
Officine aretine avevano impiantato le proprie succursali a Lugdunum (Lione) già intorno al 15 a.C., ma in seguito si svilupparono maggiormente altri centri di produzione.
Le officine di La Graufensenque ebbero una eccezionale diffusione dei propri prodotti, che raggiunsero tutto l'occidente romano, la Germania, la Grecia, la Siria, l'Egitto e le coste del Mar Nero. La produzione, iniziata intorno al 20 d.C., vide rapidamente la creazione di nuove forme vascolari e raggiunse la massima qualità intorno al 40, mentre intorno al 60-80 la quantità della ceramica fabbricata aumentò a scapito della qualità. Fu il sito di produzione più importante per tutto il I secolo e cessò la produzione intorno al 120.
Altri centri di produzione furono, a Montans (Tarn), a Banassac (Lozère), a Lezoux (Puy-de-Dôme) e nella Gallia orientale, che ebbero il loro apogeo in momenti diversi nel corso del II secolo e in alcuni casi continuarono la produzione fino al IV secolo.

### Sigillata africana
Le ceramiche sigillate italiche e galliche si erano diffuse nelle province africane nel corso del I secolo e una produzione locale si sviluppò a partire dal 50 d.C. circa, inizialmente su imitazione dei modelli importati e in seguito, a partire dall'età flavia, con una propria autonomia sia stilistica che tecnica. 
Le produzioni sono caratterizzate dal colore più chiaro della vernice e si diffusero su tutte le coste del Mediterraneo tra il II e l'VIII secolo.
In particolare tra la fine del II e gli inizi del III secolo le produzioni africane soppiantarono quelle galliche come ceramiche da mensa più diffuse.
Si distinguono durante il lungo periodo di produzione diverse tipologie: il tipo C, diffuso a partire dal 230 fu in particolare prodotto nella Bizacena ed esportato spesso parallelamente alle anfore di produzione locali. Alla fine del III secolo anche Cartagine sviluppò una propria produzione, favorita dalla concentrazione delle officine presso il porto da cui partivano le esportazioni.
In Asia Minore la produzione inizialmente prosegue quella di epoca ellenistica e si sviluppa nel corso del I secolo per rimpiazzare le importazioni italiche nel corso del II e III secolo, fino ad esportare a loro volta i propri prodotti fino in Italia e verso l'Oriente. I centri di produzione non sono sempre identificati con certezza ed ebbero diverse epoche di fioritura.

## Tecnica di produzione
Le officine si impiantarono in località dove esistevano depositi di argilla e boschi da sfruttare per la legna usata come combustibile dei forni. La vicinanza con un importante itinerario commerciale spingeva ad aumentare la produzione per l'esportazione.
La decorazione dei vasi era ottenuta con diversi metodi. I motivi decorativi a rilievo erano realizzati "a matrice" (il vaso veniva modellato al tornio direttamente nella matrice, nella quale erano stati ricavati motivi decorativi incavati, che comparivano quindi a rilievo sulle pareti del vaso) o "alla barbotine" (i motivi decorativi a forte rilievo erano applicati sul corpo liscio del vaso, realizzato al tornio, per mezzo di un'argilla molto liquida che fungeva da collante). Dopo una prima essiccatura veniva aggiunto il piede e quindi il vaso era inviato alla cottura. Altre decorazioni incise potevano essere aggiunte con rotelline o punzoni. Infine il bollo del fabbricante era stampigliato sul fondo del vaso, per lo più al suo interno.